# Mona Løseth
Mona Løseth (* 11. April 1991 in Ålesund) ist eine ehemalige norwegische Skirennläuferin. Ihre besten Disziplinen waren Slalom und Riesenslalom. Ihre älteren Schwestern Nina und Lene waren ebenfalls Teil der norwegischen Skinationalmannschaft.

## Biografie
Løseth gewann im April 2006 den Slalom des Whistler Cups und startete im November desselben Jahres erstmals bei FIS-Rennen. Im folgenden Februar wurde sie norwegische Junioren-Meisterin im Riesenslalom und war im März im norwegischen Aufgebot für die Juniorenweltmeisterschaften in Zauchensee. Seit der Saison 2007/2008 tritt sie regelmäßig im Europacup an.
Am 4. Januar 2009 fuhr Løseth beim Slalom von Zagreb ihr erstes Weltcuprennen, konnte sich jedoch nicht für den zweiten Lauf qualifizieren. Ihre ersten Weltcuppunkte erreichte sie bereits in ihrem zweiten Rennen, das sie im selben Monat in Garmisch-Partenkirchen bestritt. Sie belegte im Slalom Rang 22 und wurde daraufhin vom norwegischen Verband nachträglich für die Weltmeisterschaften in Val-d’Isère nominiert. Dort ging sie im Slalom an den Start, schied allerdings im ersten Durchgang aus. Bei den Juniorenweltmeisterschaften in Garmisch-Partenkirchen wurde sie in Slalom und Riesenslalom Vierte und verpasste eine Medaille jeweils nur um wenige Hundertstelsekunden.
Am 5. Dezember 2009 gewann Løseth erstmals ein Europacup-Rennen, eine Superkombination in Kvitfjell. Das bisher beste Weltcupergebnis gelang Løseth am 16. Januar 2010 mit Rang 12 im Riesenslalom von Maribor. Bei den Juniorenweltmeisterschaften 2010 wurde sie Weltmeisterin im Riesenslalom, gewann im Slalom die Silbermedaille und sicherte sich zudem die Goldmedaille in der Kombinationswertung. Bei den Olympischen Winterspielen 2010 in Vancouver erreichte sie Platz 13 in der Super-Kombination und Rang 21 im Super-G. Im Slalom und im Riesenslalom kam sie nicht ins Ziel. Im März 2010 wurde sie norwegische Meisterin im Super-G und im Riesenslalom, nachdem sie im Vorjahr bereits den Titel im Slalom gewonnen hatte. Zudem wurde sie 2010 Norwegische Juniorenmeisterin im Slalom.
Im 15. April 2010 erlitt Løseth einen Bruch des rechten Unterschenkels. Ab Januar 2011 nahm sie wieder an Wettkämpfen teil, doch am 10. Februar 2011 brach sie sich zum zweiten Mal den rechten Unterschenkel, worauf eine weitere, zwölfmonatige Rennpause folgte. Seit Februar 2012 ist sie wieder im Europacup am Start, seit der Saison 2012/2013 auch wieder im Weltcup. Am 26. Januar 2013 klassierte sie sich mit Platz 21 beim Riesenslalom von Maribor erstmals seit fast drei Jahren wieder in den Weltcuprängen. Zum Ende des Winters 2012/2013 gewann sie die norwegischen Meistertitel in Slalom und Riesenslalom. In der Saison 2013/14 erreichte sie im Weltcup drei Platzierungen unter den besten 30 und nahm in Sotschi zum zweiten Mal an Olympischen Winterspielen teil, wo sie 16. im Slalom und 27. im Riesenslalom wurde.
Im Juli 2014 gab sie ihr Karriereende bekannt.

## Erfolge

### Olympische Spiele
- Vancouver 2010: 13. Super-Kombination, 21. Super G, 25. Riesenslalom
- Sotschi 2014: 16. Slalom, 27. Riesenslalom

### Weltcup
- 4 Platzierungen unter den besten 20 in Einzelrennen
- 1 Podestplatz bei Mannschaftswettbewerben

### Europacup
- Saison 2009/10: 3. Super-Kombinations-Wertung
- Saison 2012/13: 8. Gesamtwertung, 4. Slalomwertung, 9. Super-Kombinations-Wertung
- Saison 2013/14: 5. Gesamtwertung, 6. Slalomwertung, 9. Riesenslalomwertung
- 9 Podestplätze, davon 4 Siege:

| Datum             | Ort       | Land     | Disziplin        |
| ----------------- | --------- | -------- | ---------------- |
| 5. Dezember 2009  | Kvitfjell | Norwegen | Superkombination |
| 8. Februar 2013   | Innichen  | Italien  | Slalom           |
| 22. November 2013 | Levi      | Finnland | Riesenslalom     |
| 25. November 2013 | Levi      | Finnland | Slalom           |

### Juniorenweltmeisterschaften
- Zauchensee 2007: 46. Riesenslalom
- Formigal 2008: 22. Slalom, 37. Riesenslalom, 62. Super-G
- Garmisch-Partenkirchen 2009: 4. Slalom, 4. Riesenslalom, 26. Super-G
- Mont Blanc 2010: 1. Riesenslalom, 1. Kombination, 2. Slalom, 9. Super-G, 15. Abfahrt
- Crans-Montana 2011: 16. Super-G

### Weitere Erfolge
- 6 norwegische Meistertitel (Slalom 2009, 2013 und 2014, Super-G 2010, Riesenslalom 2010 und 2013)
- 6 Siege in FIS-Rennen